# مارماند
مارماند (به فرانسوی: Marmande) یک کامین در فرانسه است که در Canton of Marmande-Est واقع شده‌است.

## خصوصیات
مارماند ۴۵٫۰۶ کیلومترمربع مساحت و ۱۷٬۱۶۱ نفر جمعیت دارد.